# Corpus Christi College (Oxford)
Il Corpus Christi College è uno dei collegi costituenti l'Università di Oxford. 
Fu fondato nel 1517 da Richard Fox, vescovo di Winchester e fidato consigliere diplomatico e politico dei re Enrico VII ed Enrico VIII e con stretti legami con l'Università di Oxford.
Fu originariamente concepito come un luogo di apprendimento rinascimentale per formare giovani uomini nelle discipline umanistiche e scientifiche, al servizio della Chiesa e dello Stato, anziché per la formazione dei monaci. 
Il collegio iniziò la sua storia con un presidente, 20 borsisti e 20 laureandi, e le discipline insegnate includevano letteratura latina, greco e teologia. 
L'edificio originario del collegio fu completato nel 1517 e consisteva in un quadrilatero con sala, cappella e biblioteca. L'emblema del melograno della regina Caterina d'Aragona era presente sia nel fregio della sala che nel soffitto della cappella.
Nel corso dei secoli, il collegio ha avuto un ruolo significativo nelle dispute religiose e ha formato figure importanti come Reginald Pole, arcivescovo di Canterbury, e Richard Hooker, studioso protestante. 
Nel XVIII secolo, il collegio si espanse con la costruzione di un secondo quadrilatero e di edifici neoclassici. Nel XIX secolo, il collegio attraversò un processo di secolarizzazione ed espansione.
Nel XX secolo, continuò a crescere, aggiungendo nuove materie e ammettendo studenti e borsisti di sesso femminile. 
Tra i laureati noti ci sono Isaiah Berlin, Thomas Nagel, Vikram Seth, David e Ed Miliband, e molti altri.

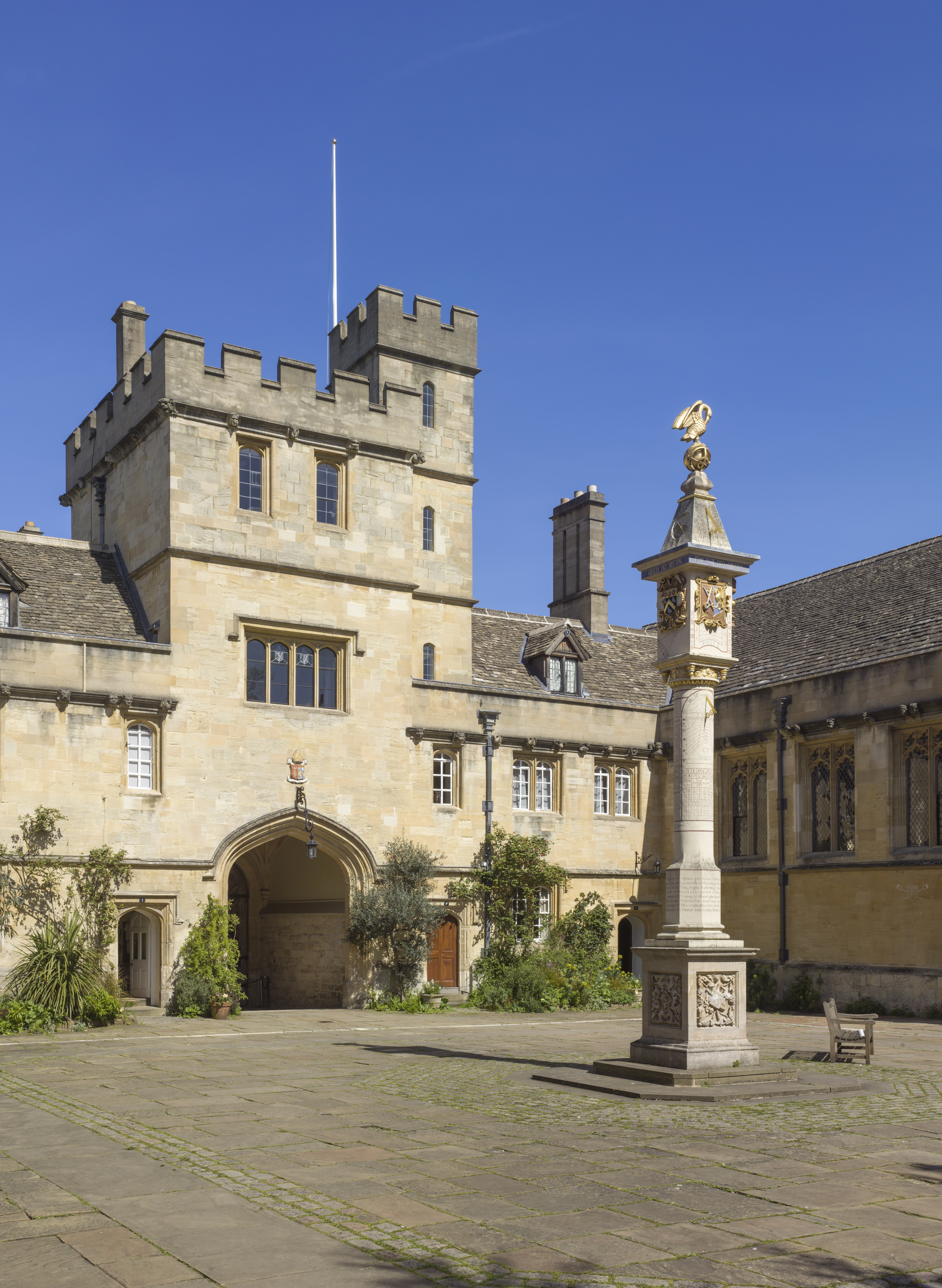
La prima corte del Corpus Christi College con la meridiana